# (10070) Liuzongli
(10070) Liuzongli est un astéroïde de la ceinture principale.

## Description
(10070) Liuzongli est un astéroïde de la ceinture principale. Il fut découvert le 7 février 1989 à La Silla par Henri Debehogne. Il présente une orbite caractérisée par un demi-grand axe de 2,26 UA, une excentricité de 0,09 et une inclinaison de 2,3° par rapport à l'écliptique.

## Compléments